# CCNJL
La ciclina JL (CCNJL) es una proteína miembro de la familia de las ciclinas J y codificada en humanos por el gen CCNJL. Existen dos isoformas de la molécula.

## Interacciones
La proteína ciclina JL ha demostrado ser capaz de interaccionar con USP54 (una peptidasa), la calnexina (una lecitina) y CUL1.
Se ha notado que, en modelos animales, varios medicamentos interfieren con la expresión del mRNA de la ciclina JL, incluyendo la TCDD (la dioxina más potente), la ciclosporina, el ácido fólico y la metionina.